# Dotsie Bausch
Dorothy Lee Bausch, meglio nota come Dotsie Bausch (nata Cowden; Louisville, 6 marzo 1973), è un'ex pistard statunitense.

## Biografia
Da giovane ha lavorato come modella. Nel 1995 cominciò a soffrire di anoressia, che iniziò a curare nel 1998, avviando al contempo la pratica del ciclismo. Ha tenuto nascosto questo evento dalla sua vita fino al 2003.
Nel 2002 divenne membro della squadra nazionale statunitense. Nel 2003 iniziò la sua carriera da ciclista professionista.
Il 21 ottobre 2007 a Los Angeles batté il record mondiale nell'inseguimento a squadre insieme a Sarah Hammer e Jennie Reed con il tempo di 3' 34" 783.
Il 12 maggio 2010 ad Aguascalientes vinse la medaglia d'oro nell'inseguimento a squadre ai Campionati panamericani di ciclismo con Sarah Hammer e Lauren Tamayo, stabilendo un nuovo record mondiale con il tempo di 3' 19" 569.
Nel marzo 2011 ad Apeldoorn vinse la medaglia d'argento nell'inseguimento a squadre ai Campionati del mondo di ciclismo su pista 2011 assieme a Sarah Hammer e Jennie Reed.
Nel 2012 venne selezionata nella squadra di inseguimento a squadre femminile degli Stati Uniti per i Giochi della XXX Olimpiade a Londra, dove vinse la medaglia d'argento con Sarah Hammer e Jennie Reed. Al termine della manifestazione olimpica ha concluso la propria carriera ciclistica.

## Palmarès

### Giochi olimpici
- Ciclismo ai Giochi della XXX Olimpiade
  -  Medaglia d'argento nell'inseguimento a squadre femminile

### Campionati del mondo
- Campionati del mondo di ciclismo su pista 2011
  -  Medaglia d'argento nell'inseguimento a squadre femminile

### Campionati panamericani
- Campionati panamericani di ciclismo 2010
  -  Medaglia d'oro nell'inseguimento a squadre femminile